# Bayreuth
Bayreuth (IPA|baɪˈʁɔʏt|) város Németországban, Felső-Frankföld (Oberfranken) kormányzati kerület székvárosa. A világ zenekedvelői Wagner városaként tisztelik, ugyanis a neves zeneszerző életének utolsó szakaszában a városban élt és alkotott, nevéhez fűződik a város híres operaházának, a Festspielhausnak a megépítése. Ugyanakkor nemcsak Wagner alkotott a városban, sokáig itt élt ugyanis Wagner apósa, Liszt Ferenc magyar zeneszerző is.

## Fekvése
A Roten Main partján, a Frank-Svájc és a Fichtel-hegység között fekszik.

## Története

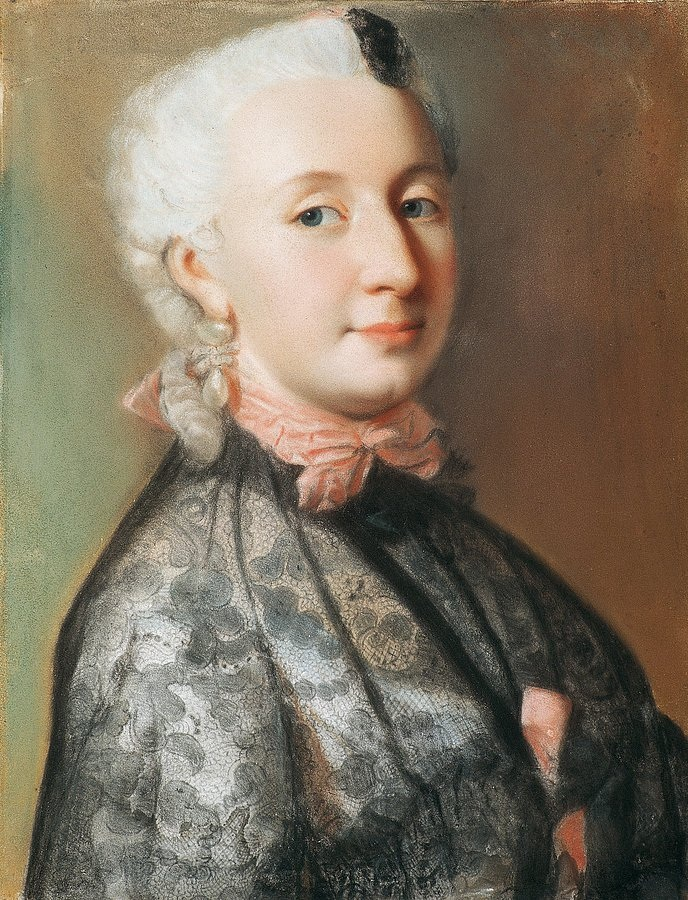
Vilhelmina őrgrófné

A várost valószínűleg Andech grófjai alapították. Első említése 1194-ből származik. A városszerkezet bajor jellegzetességet mutat, egy központi tér (Marktplatz) körül alakult ki, a polgármesteri hivatallal a központjában. A város erődítménye egy közeli dombon épült fel. A 13. században a Hohenzollernek fennhatósága alá került. Az elkövetkező évszázadok során többször is pestisjárvány sújtotta, majd 1430-ban a huszita háborúkban elpusztították. 1605-ben és 1621-ben tűzvész áldozata lett. A város életében fordulópontot jelentett 1603, amikor Keresztély brandenburg-kulmbachi őrgróf a városban rendezte be rezidenciáját. A város igazi fejlődésnek a harmincéves háború után indult, ekkor épültek fel ma is látható pompás barokk épületei. 1701-ben alapították meg St. Georgen városát, amelyet 1811-ben egyesítettek Bayreuthtal. A város történetének aranykora Vilhelmina őrgrófné idejére esett, aki II. Frigyes porosz király kedvenc testvére és Frigyes brandenburg–bayreuthi őrgróf felesége volt. Ekkor épültek fel a mai Bayreuth városképét meghatározó parkok és kastélyok valamint az operaház. 1769-ben az utolsó bayreuthi őrgróf halálával a várost az Ansbachi Hercegséghez csatolták és így elveszítette fővárosi rangját. 1792-ben a poroszok foglalták el, 1806-ban a franciák, majd 1810-ben Bajorország része lett.
1872-ben a városba költözött Richard Wagner, aki itt valósította meg álmát: fő műve, A Nibelung gyűrűje tetralógia és más operái bemutatása céljából egy óriási operaházat építtetett, amely 1876-ra lett kész. A második világháborúban a náci ideológia egyik központi helyszíne lett, a Wagner-fesztiválok (Bayreuthi Ünnepi Játékok) miatt. A várost közvetlenül Berlinből igazgatták, köszönhetően Hitler érdeklődésének a fesztivál iránt. A világháború idején a város közelében működött a Flossenburg koncentrációs tábor. A háború után a fesztivált 1951-ben indították el újra, és azóta minden évben megrendezik. A város életében fellendülést hozott 1975, amikor megalapították egyetemét.

## Népesség
| Lakosok száma | 35 306 | 61 835 | 67 035 | 74 153 | 71 482 | 71 572 | 72 148 | 73 999 | 73 909 | 74 907 |
|               | 1925   | 1961   | 1975   | 2000   | 2012   | 2013   | 2015   | 2017   | 2021   | 2023   |

## Látnivalók

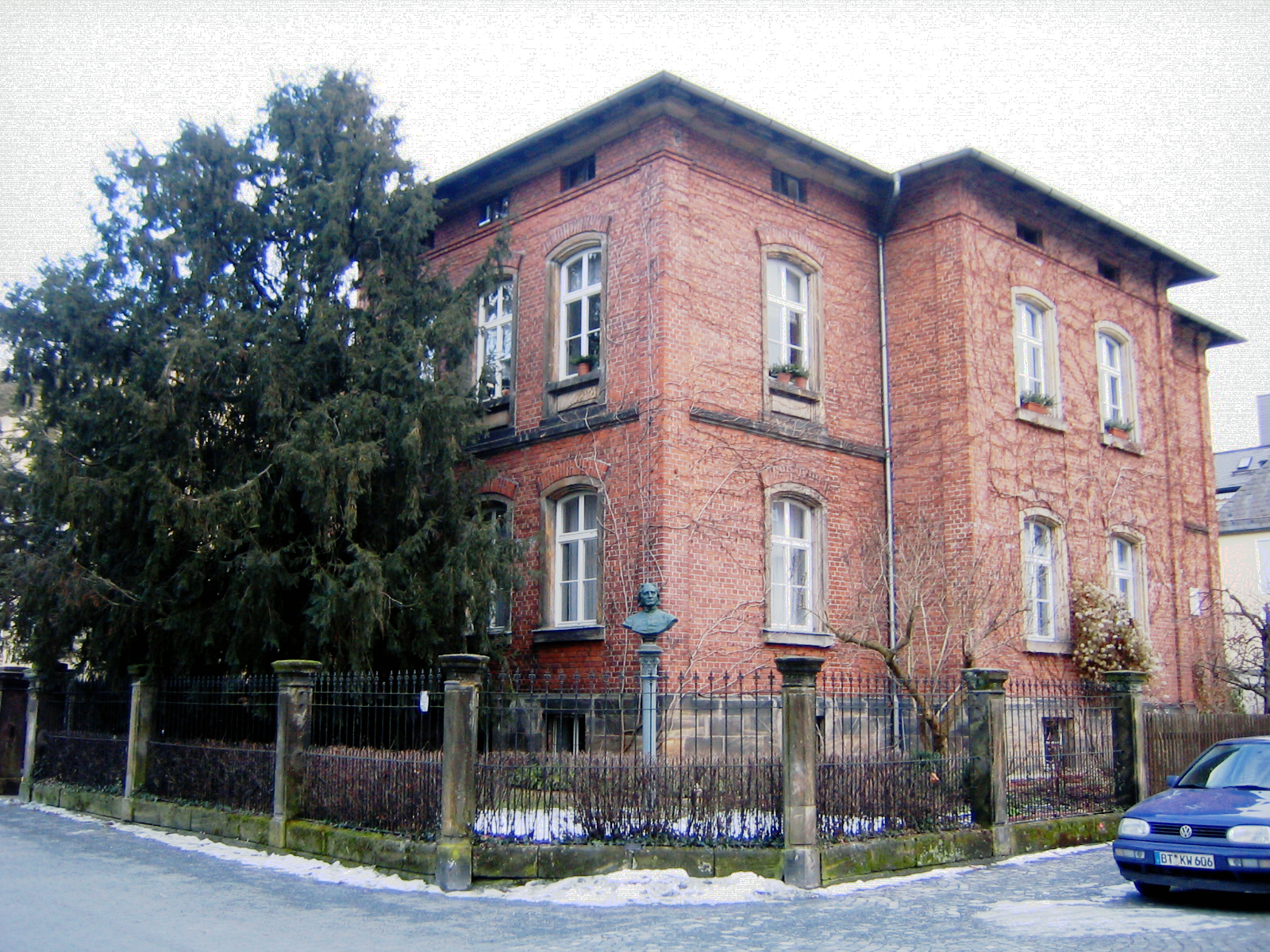
Liszt Ferenc háza

- Haus Wahnfried – a klasszicista családi ház 1873-ban épült Richard Wagner instrukciói alapján. Ma múzeumként őrzik a Wagner-hagyatékot. A zeneszerző és a felesége a ház kertjében vannak eltemetve.
- Liszt Ferenc háza – (Wahnfriedstraße 9, a Wahnfriedstraße és Lisztstraße sarka) a ház falán egy emléktábla utal arra, hogy ebben a házban halt meg 1886-ban Liszt Ferenc.
- Neues Schloss (Új Kastély) – 1754–1759 között épült. Ma egy képtár és a helytörténeti múzeum otthona. Előtte áll a város legszebb szökőkútja a Markgrafenbrunnen.
- Stadtpfarrkirche – 13–14. századi gótikus templom. Az őrgrófok kriptáját őrzi.
- Altes Schloss (Régi Kastély) – 1454-ben épült.
- Markgräfisches Opernhaus (Őrgrófi Operaház) – 1744–1748 között épült, eredetileg udvari színháznak.
- Festspielhaus – a 380 méter magas Grüner Hügel-dombon áll. Az 1900 férőhelyes színházat Wagner kívánságára Gottfried Semper építette 1872–1876 között. Júliusban–augusztusban a Bayreuthi Ünnepi Játékok színhelye.
- Fantasie-kastély – a keleti Donndorf városrészben áll. 1758-ban építették.

## Közlekedés

### Közúti közlekedés
A várost érinti az A9-es és A70-es autópálya.

## Politika
Veränderungen gegenüber 2014–2020:
 CSU −3, Grüne +3, SPD −1, BG −1, FDP −1, AfD +2, FL +1, Linke +1.

## Testvérvárosai
- Annecy, Franciaország
- Rudolstadt, Németország
- La Spezia, Olaszország
- Lexington, Virginia (Amerikai Egyesült Államok)

## Galéria

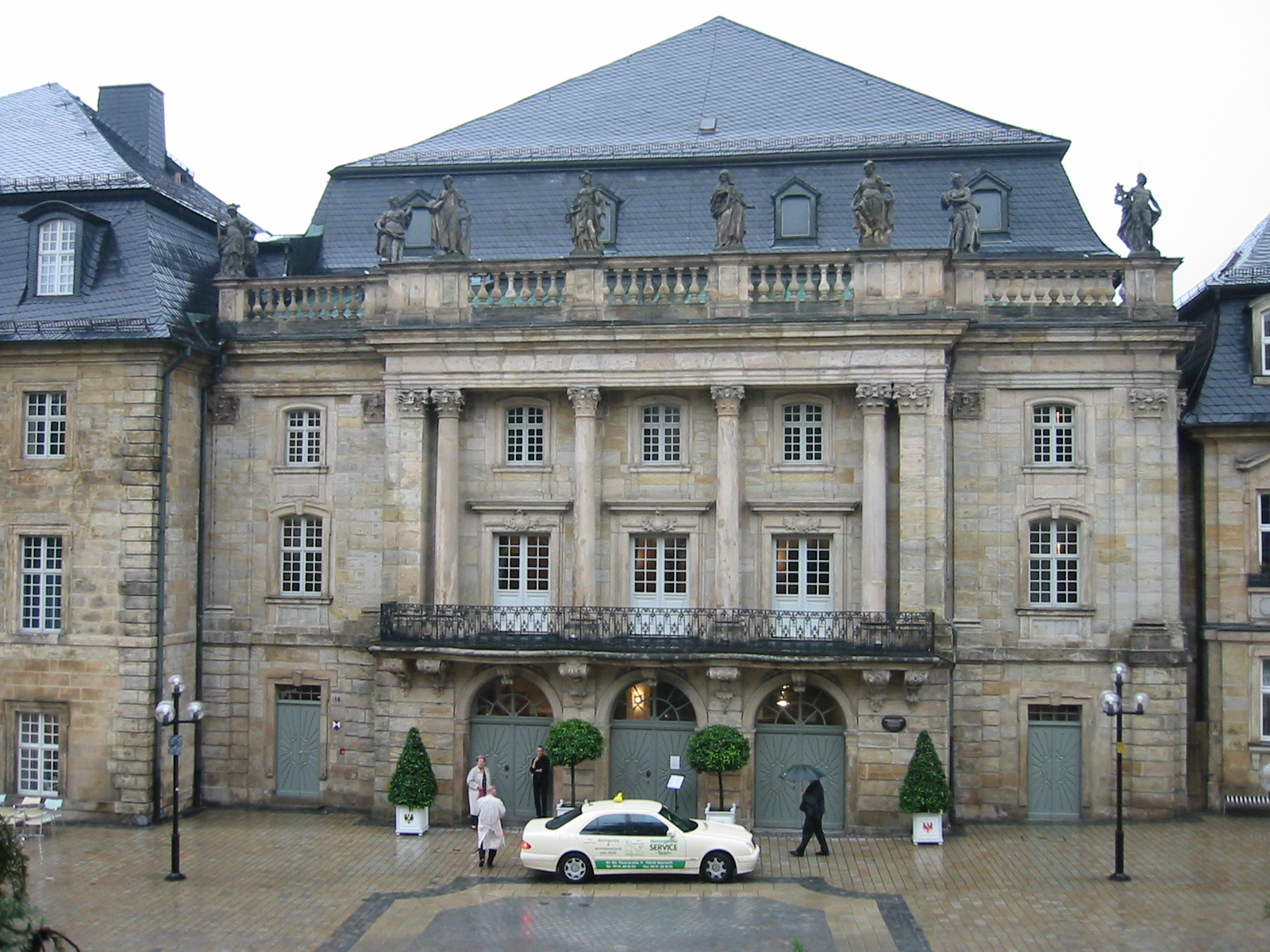
Az operaház
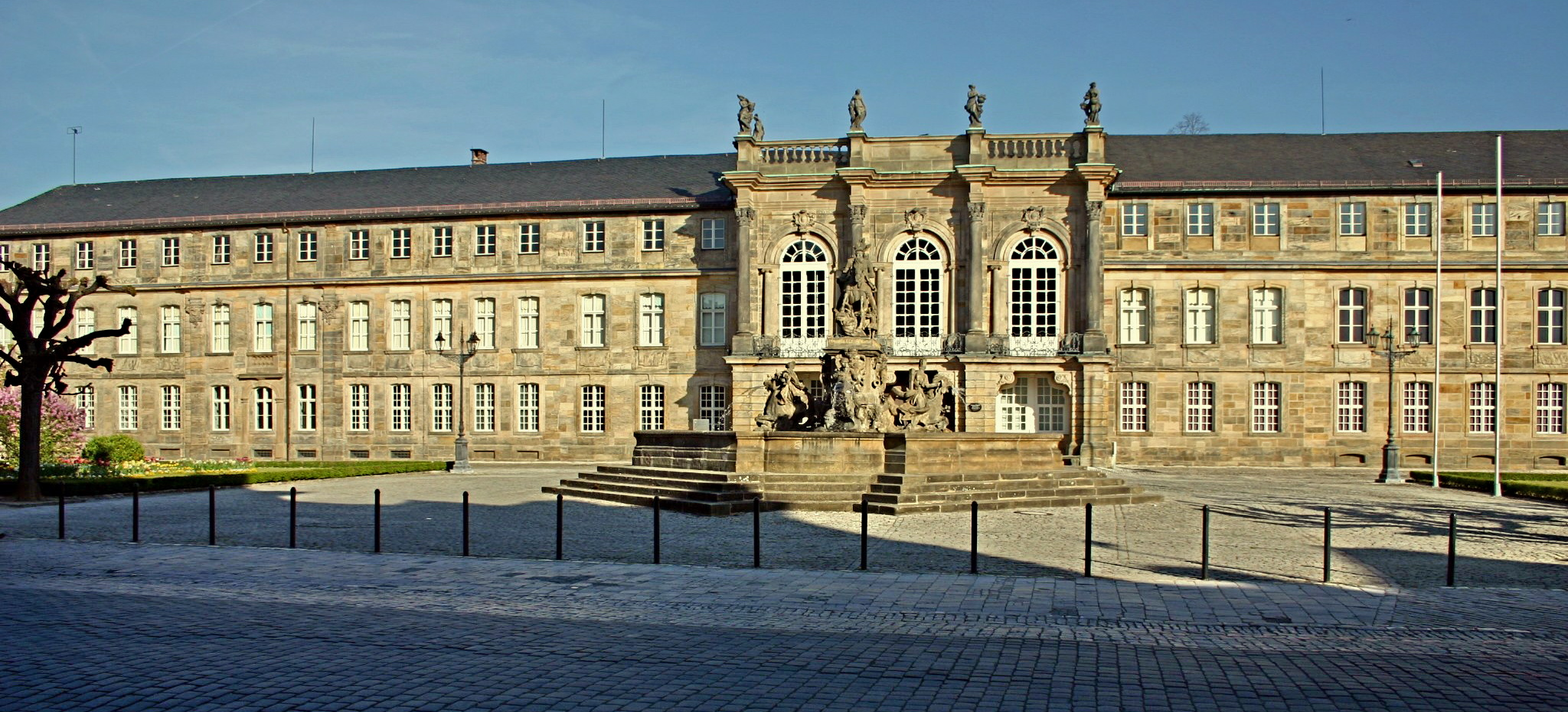
Neues Schloss
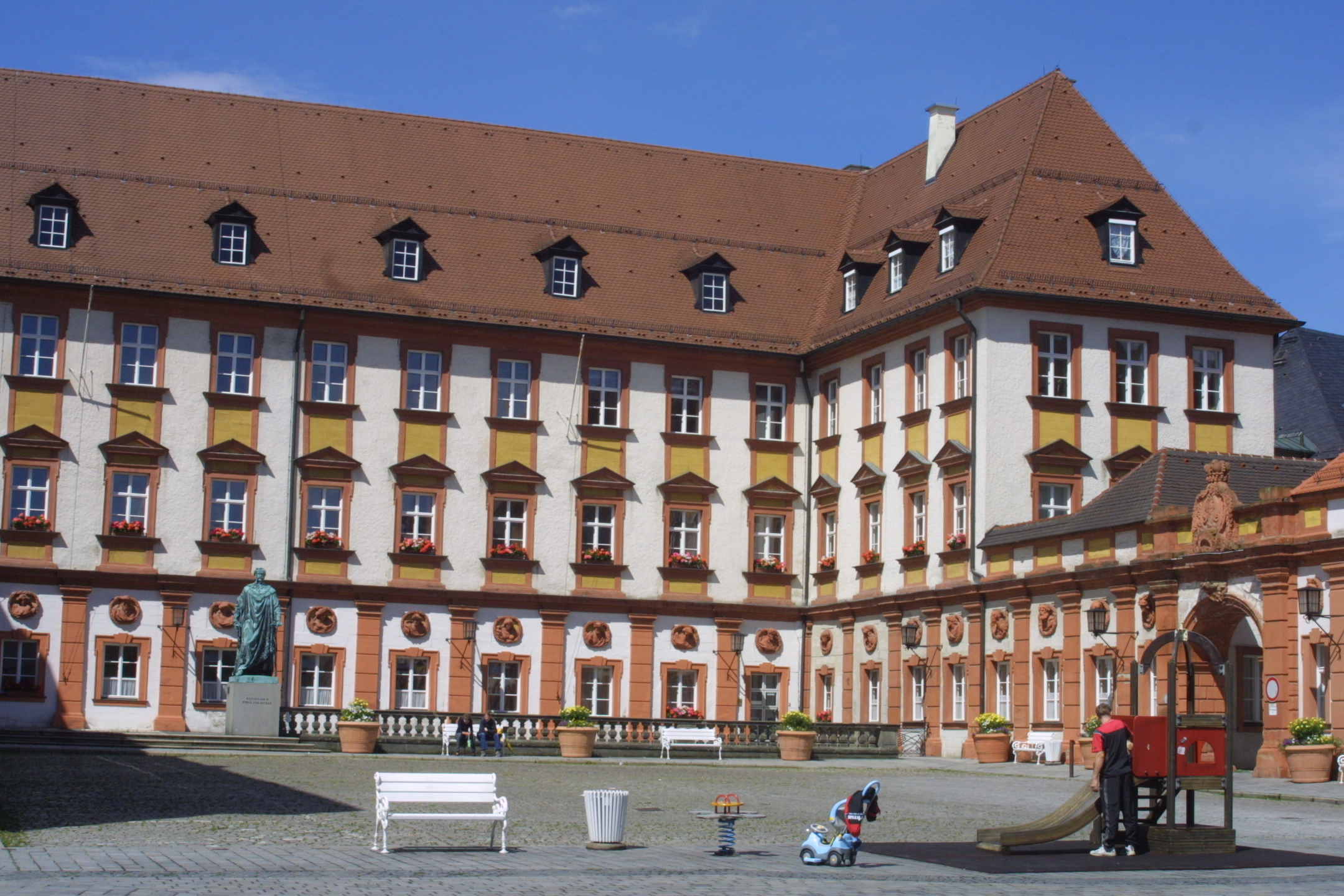
Altes Schloss
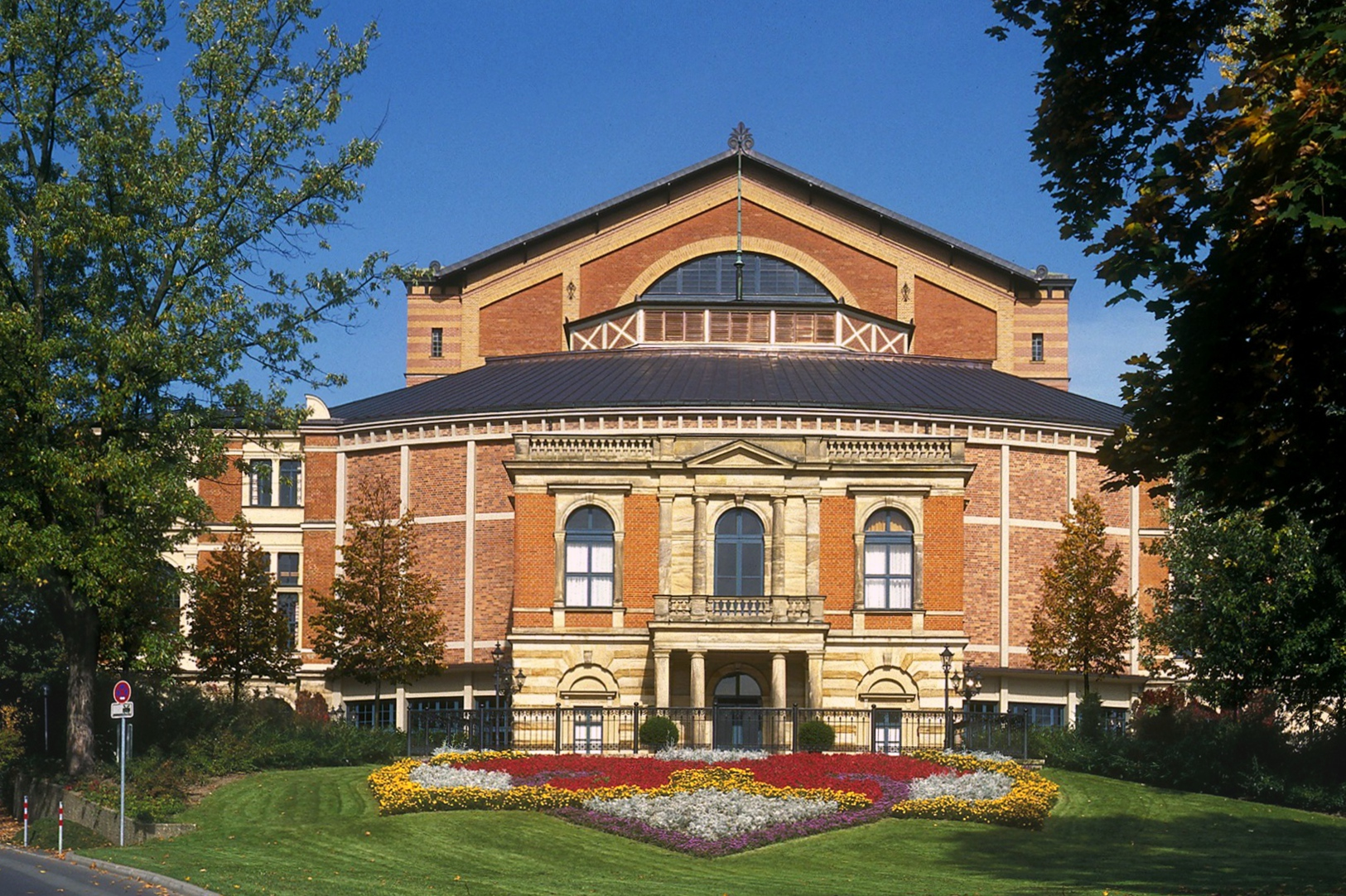
Festspielhaus
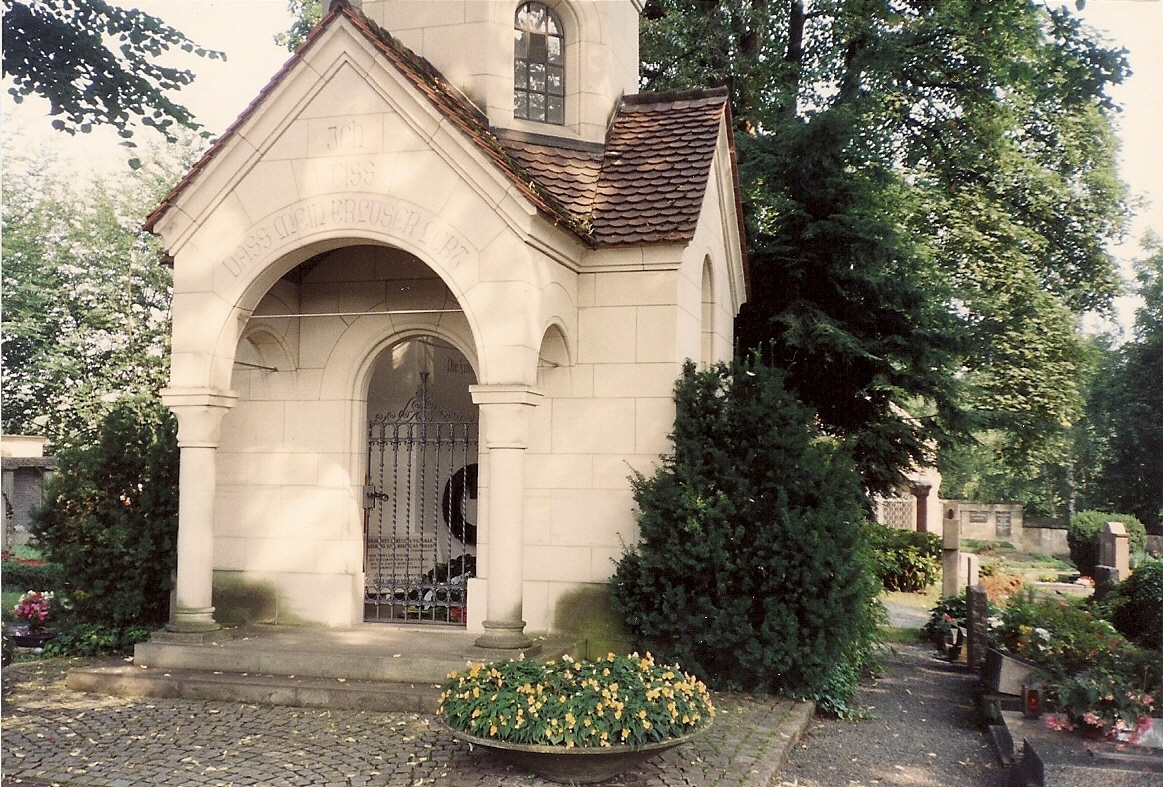
Liszt sírja